# Бобровське (Нюксенський район)
Бобро́вське (рос. Бобровское) — присілок у складі Нюксенського району Вологодської області, Росія. Входить до складу Нюксенського сільського поселення.

## Населення
Населення — 142 особи (2010; 193 у 2002).
Національний склад (станом на 2002 рік):
- росіяни — 99 %